# 季铭

季铭（1925年4月—2005年3月13日），男，上海人，中华人民共和国政治人物，曾任中华人民共和国粮食部副部长，商业部副部长。